# Euskal Bizikleta 1996
La Euskal Bizikleta 1996, ventisettesima edizione della corsa, si svolse in cinque tappe dal 22 maggio al 26 maggio 1996 per un percorso di 760,8 km. Fu vinta dallo spagnolo Miguel Indurain, che terminò in 19h41'20".

## Tappe
| Tappa  | Data      | Percorso                              | km    | Vincitore di tappa      | Leader cl. generale     |
| ------ | --------- | ------------------------------------- | ----- | ----------------------- | ----------------------- |
| 1ª     | 22 maggio | Eibar > Elgoibar                      | 160,1 | Alessandro Bertolini    | Alessandro Bertolini    |
| 2ª     | 23 maggio | Elgoibar > Etxarri Aranatz            | 228,3 | Simone Biasci           | Alessandro Bertolini    |
| 3ª     | 24 maggio | Lakuntza > Ondarroa                   | 172,8 | Marcelino García Alonso | Marcelino García Alonso |
| 4ª-1ª  | 25 maggio | Ondarroa > Abadiño                    | 78    | Alberto Elli            |                         |
| 4ª-2ª  | 25 maggio | Elorrio > Abadiño (cron. individuale) | 14,9  | Alex Zülle              | Miguel Indurain         |
| 5ª     | 26 maggio | Iurreta > Arrate (Eibar)              | 106,7 | Miguel Indurain         | Miguel Indurain         |
| Totale | Totale    | Totale                                | 760,8 |                         |                         |

## Dettagli delle tappe

### 1ª tappa
- 22 maggio: Eibar > Elgoibar – 160,1 km

Risultati
| Pos. | Corridore            | Squadra    | Tempo    |
| ---- | -------------------- | ---------- | -------- |
| 1    | Alessandro Bertolini | Brescialat | 4h11'51" |
| 2    | Sauro Gallorini      | Cofidis    | a 2"     |
| 3    | Mikel Zarrabeitia    | Asics      | a 5"     |

| Pos. | Corridore            | Squadra    | Tempo    |
| ---- | -------------------- | ---------- | -------- |
| 1    | Alessandro Bertolini | Brescialat | 4h11'51" |
| 2    | Sauro Gallorini      | Cofidis    | a 2"     |
| 3    | Mikel Zarrabeitia    | Asics      | a 5"     |

### 2ª tappa
- 23 maggio: Elgoibar > Etxarri Aranatz – 228,3 km

Risultati
| Pos. | Corridore            | Squadra    | Tempo    |
| ---- | -------------------- | ---------- | -------- |
| 1    | Simone Biasci        | Saeco      | 6h17'05" |
| 2    | Alessandro Bertolini | Brescialat | a 2"     |
| 3    | Peter Luttenberger   | Carrera    | s.t.     |

| Pos. | Corridore             | Squadra    | Tempo     |
| ---- | --------------------- | ---------- | --------- |
| 1    | Alessandro Bertolini  | Brescialat | 10h28'56" |
| 2    | Álvaro González de G. | Euskadi    | a 5"      |
| 3    | Mikel Zarrabeitia     | Asics      | s.t.      |

### 3ª tappa
- 23 maggio: Elgoibar > Etxarri Aranatz – 228,3 km

Risultati
| Pos. | Corridore               | Squadra | Tempo    |
| ---- | ----------------------- | ------- | -------- |
| 1    | Marcelino García Alonso | ONCE    | 4h20'39" |
| 2    | Miguel Indurain         | Banesto | s.t.     |
| 3    | Alex Zülle              | ONCE    | s.t.     |

| Pos. | Corridore               | Squadra | Tempo     |
| ---- | ----------------------- | ------- | --------- |
| 1    | Marcelino García Alonso | ONCE    | 14h49'40" |
| 2    | Miguel Indurain         | Banesto | a 55"     |
| 3    | Alex Zülle              | ONCE    | a 1'09"   |

### 4ª tappa-1ª semitappa
- 24 maggio: Ondarroa > Abadiño – 78 km

Risultati
| Pos. | Corridore         | Squadra       | Tempo    |
| ---- | ----------------- | ------------- | -------- |
| 1    | Alberto Elli      | MG-Technogym  | 1h51'40" |
| 2    | Ivon Ajuria       | Euskadi       | a 2"     |
| 3    | Jose Castelblanco | Kelme-Artiach | a 3"     |

### 4ª tappa-2ª semitappa
- 24 maggio: Elorrio > Abadiño – Cronometro individuale – 14,9 km

Risultati
| Pos. | Corridore       | Squadra  | Tempo  |
| ---- | --------------- | -------- | ------ |
| 1    | Alex Zülle      | ONCE     | 17'21" |
| 2    | Miguel Indurain | Banesto  | a 3"   |
| 3    | Tony Rominger   | Mapei-GB | a 40"  |

| Pos. | Corridore               | Squadra | Tempo     |
| ---- | ----------------------- | ------- | --------- |
| 1    | Miguel Indurain         | BAN     | 15h07'58" |
| 2    | Alex Zülle              | ONCE    | a 11"     |
| 3    | Marcelino García Alonso | ONCE    | a 17"     |

### 5ª tappa
- 25 maggio: Iurreta > Arrate (Eibar) – 106,7 km

Risultati
| Pos. | Corridore          | Squadra | Tempo    |
| ---- | ------------------ | ------- | -------- |
| 1    | Miguel Indurain    | Banesto | 2h40'33" |
| 2    | Alex Zülle         | ONCE    | a 2"     |
| 3    | Peter Luttenberger | Carrera | a 41"    |

| Pos. | Corridore               | Squadra | Tempo     |
| ---- | ----------------------- | ------- | --------- |
| 1    | Miguel Indurain         | Banesto | 19h41'20" |
| 2    | Alex Zülle              | ONCE    | a 13"     |
| 3    | Marcelino García Alonso | ONCE    | a 1'13"   |

## Classifiche finali

### Classifica generale
| Pos. | Corridore               | Squadra       | Tempo     |
| ---- | ----------------------- | ------------- | --------- |
| 1    | Miguel Indurain         | Banesto       | 19h41'20" |
| 2    | Alex Zülle              | ONCE          | a 13"     |
| 3    | Marcelino García Alonso | ONC           | a 1'13"   |
| 4    | Tony Rominger           | Mapei-GB      | a 2'28"   |
| 5    | Mikel Zarrabeitia       | ONCE          | a 3'29"   |
| 6    | Fernando Escartín       | Kelme-Artiach | a 3'45"   |
| 7    | Peter Luttenberger      | Carrera       | a 3'47"   |
| 8    | David Etxebarria        | ONCE          | a 4'02"   |
| 9    | Stefano Della Santa     | Mapei-GB      | a 4'46"   |
| 10   | Federico Echave         | Mapei-GB      | a 4'51"   |